# Preston Sturges
Pour les articles homonymes, voir Sturges et Biden (homonymie).
Preston Sturges (né Edmond Preston Bidden) est un scénariste, réalisateur, producteur et acteur américain né le 29 août 1898 à Chicago, Illinois (États-Unis), décédé le 6 août 1959 à New York (New York) d'une crise cardiaque,.

## Biographie
Preston Sturges, né en 1898 à Chicago, est un auteur à succès à Broadway, avant de devenir scénariste à Hollywood. Travaillant pour la Paramount, il propose à son producteur de lui laisser un de ses scénarios pour un dollar, à condition d'en être le réalisateur. C'est un des premiers scénaristes à devenir réalisateur. Il ouvre la voie à tous les autres scénaristes souhaitant se lancer dans la mise en scène alors que l'industrie d'Hollywood ne voyait pas d'un bon œil la notion d'auteur-réalisateur. Il tourne alors des comédies loufoques à succès entre 1940 et 1950.
Il meurt en 1959 à l'Hôtel Algonquin à New York alors qu'il était en train de rédiger ses mémoires.

## Filmographie

### Comme scénariste
- 1930 : La Grande Mare (The Big Pond) de Hobart Henley
- 1930 : Fast and Loose de Fred C. Newmeyer
- 1933 : Ils devaient se marier (en) (They Just Had to Get Married) d'Edward Ludwig
- 1933 : The Power and the Glory de William K. Howard
- 1933 : L'Homme invisible (The Invisible Man) de James Whale
- 1934 : Train de luxe de Howard Hawks
- 1934 : Princesse par intérim (Thirty Day Princess) de Marion Gering
- 1934 : Images de la vie (Imitation of life) de John M. Stahl
- 1934 : Résurrection (We Live Again) de Rouben Mamoulian
- 1935 : La Bonne Fée (The Good Fairy) de William Wyler
- 1935 : Diamond Jim d'A. Edward Sutherland
- 1936 : Épreuves (Next Time We Love) d'Edward H. Griffith
- 1936 : Ce que femme veut (Love Before Breakfast) de Walter Lang
- 1937 : Hotel Haywire (en) de George Archainbaud
- 1937 : La Vie facile (Easy Living) de Mitchell Leisen
- 1938 : College Swing de Raoul Walsh
- 1938 : Port of Seven Seas de James Whale
- 1938 : Le Roi des gueux (If I Were King) de Frank Lloyd
- 1939 : La Source aux loufoques (Never Say Die) d'Elliott Nugent
- 1940 : L'Aventure d'une nuit (Remember the Night) de Mitchell Leisen
- 1940 : Broadway qui danse (Broadway Melody of 1940) de Norman Taurog
- 1940 : Gouverneur malgré lui (The Great McGinty)
- 1940 : Le Gros Lot (Christmas in July)
- 1941 : Un cœur pris au piège (The Lady Eve)
- 1941 : New York Town
- 1941 : Les Voyages de Sullivan (Sullivan's Travels)
- 1942 : Safeguarding Military Information
- 1942 : Madame et ses flirts (The Palm Beach Story)
- 1944 : Miracle au village (The Miracle of Morgan's Creek)
- 1944 : Héros d'occasion (Hail the Conquering Hero)
- 1944 : The Great Moment
- 1947 : I'll Be Yours
- 1947 : Oh quel mercredi ! (The Sin of Harold Diddlebock)
- 1948 : Infidèlement vôtre (Unfaithfully yours)
- 1949 : Mam'zelle mitraillette (The Beautiful Blonde from Bashful Bend)
- 1950 : Vengeance corse (Vendetta)
- 1955 : Les Carnets du Major Thompson (scénariste d'après le livre éponyme de Pierre Daninos)
- 1956 : Millionnaire de mon cœur (The Birds and the Bees)

### Comme réalisateur
- 1940 : Gouverneur malgré lui (The Great McGinty)
- 1940 : Le Gros Lot (Christmas in July)
- 1941 : Un cœur pris au piège (The Lady Eve)
- 1941 : Les Voyages de Sullivan (Sullivan's Travels)
- 1942 : Safeguarding Military Information (en)
- 1942 : Madame et ses flirts (The Palm Beach Story)
- 1944 : Miracle au village (The Miracle of Morgan's Creek)
- 1944 : The Great Moment (en)
- 1944 : Héros d'occasion (Hail the Conquering Hero)
- 1947 : Oh quel mercredi ! (The Sin of Harold Diddlebock)
- 1948 : Infidèlement vôtre (Unfaithfully yours)
- 1949 : Mam'zelle mitraillette (The Beautiful Blonde from Bashful Bend)
- 1955 : Les Carnets du Major Thompson

### Comme producteur
- 1941 : Les Voyages de Sullivan (Sullivan's Travels)
- 1942 : Ma femme est une sorcière (I Married a Witch)
- 1944 : Miracle au village (The Miracle of Morgan's Creek)
- 1944 : Héros d'occasion (Hail the Conquering Hero)
- 1944 : The Great Moment
- 1947 : Oh quel mercredi ! (The Sin of Harold Diddlebock)
- 1948 : Infidèlement vôtre (Unfaithfully your)
- 1949 : Mam'zelle mitraillette (The Beautiful Blonde from Bashful Bend)

### Comme acteur
- 1940 : Le Gros Lot (Christmas in July) : Man at shoeshine stand
- 1941 : Les Voyages de Sullivan (Sullivan's Travels) : Studio director
- 1958 : À Paris tous les deux (Paris Holiday) : Serge Vitry

## Théâtre
À Broadway :
- 1928 : Hotbed - comme acteur
- 1929 : The Guinea Pig - comme auteur et producteur
- 1929 : Strictly Dishonorable - comme auteur
- 1930 : Recapture - comme auteur
- 1930 : The Well of Romance - comme auteur et parolier
- 1932 : Child of Manhattan - comme auteur
- 1951 : Make a Wish - comme auteur
- 1953 : Carnival in Flanders - comme auteur et metteur en scène
- 1961 : The Conquering Hero - comme auteur (adaptation du film Héros d'occasion)